# Monterrey, Nuevo León
Monterrey este un oraș din Mexic, capitala statului Nuevo León și al municipiului cu același nume. Numele orașului vine de la numele Contelui de Monterrey, viceregele Noii Spanii, Gaspar de Zúñiga y Acevedo, Conte de Monterrey.
Orașul Monterrey avea, conform Recensământului din anul 2005, 1.133.070 locuitori. Conurbația, formată din orașul Monterrey, 19 alte localități și 11 municipii din Nuevo León avea 3.540.391 locuitori. Aria sa metropolitană avea 3.664.334 locuitori, pe un teritoriu de 580,5 km², fiind a doua zonă metropolitană ca suprafață din Mexic, după Ciudad de México și a treia ca populație după México D.F. și Guadalajara. Pentru data de 1 iulie 2007 se estimă că orașul va avea 1.139.820 locuitori, conurbația va avea 3.638.710 locuitori, iar Zona Metropolitană va avea 3.806.400 locuitori.
Actualmente aria metropolitană este alcătuită din municipiile: Apodaca, García, Escobedo, Guadalupe, Juárez, Monterrey, San Nicolás de los Garza, San Pedro Garza García și Santa Catarina.
Monterrey este unul dintre cele mai importante trei orașe din Mexic, datorită dezvoltării sale (industriale, economice, educaționale), serviciilor și infrastucturii. Se consideră că Monterrey este unul dintre cele mai dinamice orașe din punct de vedere economic din America Latină.

## Geografie
Monterrey se află la baza Sierrei Madre Oriental și este traversat de la vest la est de albia seacă a râului Santa Catarina. Clima este exuberantă, rece iarna și încinsă vara. Precipitațiile medii anuale sunt de aproximativ 500 mm. Plouă în principal în intervalul mai - septembrie. Temperatura medie anuală este 22 °C, dar această medie ascunde o enormă oscilație termică. Vara temperaturile zilnice depășesc 30 °C, și s-au registrat temperaturi de 46 °C la umbră. Iarna ajung constant în regiune mase de aer rece, de aceea temperatura scade, și s-au înregistrat chiar -13 °C. Datorită altitudinii relativ scăzute, ninsorile nu sunt frecvente, ultima ninsoare puternică având loc în 1967. Lunile martie, aprilie (primăvară), octombrie și noiembrie (toamnă) sunt în general blânde și sunt considerate cele mai propice pentru vizite ale turiștiilor și organizarea de evenimente și congrese.
Monterrey este înconjurat de șiruri de munți care îl conferă un caracter unic. Sierra Madre Oriental își schimbă brusc direcția spre vest , lucru ușor de distins în imaginile satelitare. La nord-vest de oraș se află Sierra de las Mitras (numită așa datorită aspectului său asemănător cu mitrele folosite de episcopi). Estul este dominat de impresionantul și inconfundabilul Cerro de la Silla ( 1288 m peste nivelul mării) în partea nordică a Sierrei de la Silla. Cerro-ul de la Silla este simbol prin excelență al orașului Monterrey. În municipiul San Nicolás de los Garza, în nord-est, se află dealul Topo Chico, cunoscut datorită izvoarelor sale antice de apă termală. La sud de râul Santa Catarina se află Loma de la Chepe Vera, cunoscută popular ca Cerro del Obispado, pe ale cărui pisc se află fosta reședință episcopală și locul de odihnă al Episcopului Rafael José Verger, acum cunoscută că Museo del Obispado. Aici a început,în septembrie 1846, una dintre bătălie cele mai importante ale războiului împotriva nordamericanilor.

## Istorie
În locul unde se află actualmente Monterrey, existau două așezări care au dispărut după doar câțiva ani de existență. Prima se chema Valle de Santa Lucía și a fost fondată în 1577 de preotul portughez Alberto del Canto. Cea de-a doua se numea San Luis Rey de Francia și a fost fondată în 1582 de alt portughez, Luis Carvajal y de la Cueva, primul colonizator al Regatului Nou al Leónului. Cea de-a treia formare a orașului se întâmpla la data de 20 septembrie 1596 și era în grija lui Diego de Montemayor, care a denumit noua așezare Ciudad Metropolitana de Nuestra Señora de Monterrey în onoarea lui Gaspar de Zúñiga y Acevedo, conte de Monterrey (Galicia), în această vreme vicerege al Noi Spanii. Monterrey este unul dintre puține orașe (împreună cu Guadalajara și Ciudad de México), care are o stemă garantată de familia regală spaniolă. De asemenea, statul Nuevo León este unic în Mexic, pentru că a conservat numele său orginal din epoca colonială. Spre deosebire de celelalte două , ale căror modele au fost lansate și emise de Carol I de Spania și Carol al V-lea de Germania (în 1523 pentru México și 1539 pentru Guadalajara), orașului Monterrey i s-a permis ca stema să fie realizată de locuitori ai orașului. Se crede că modelul îi aparține lui Nicolás de Azcárraga, guvernator de Nuevo León. La data de 9 mai 1672, guvernatorul a aprobat stema aleasă pentru oraș.

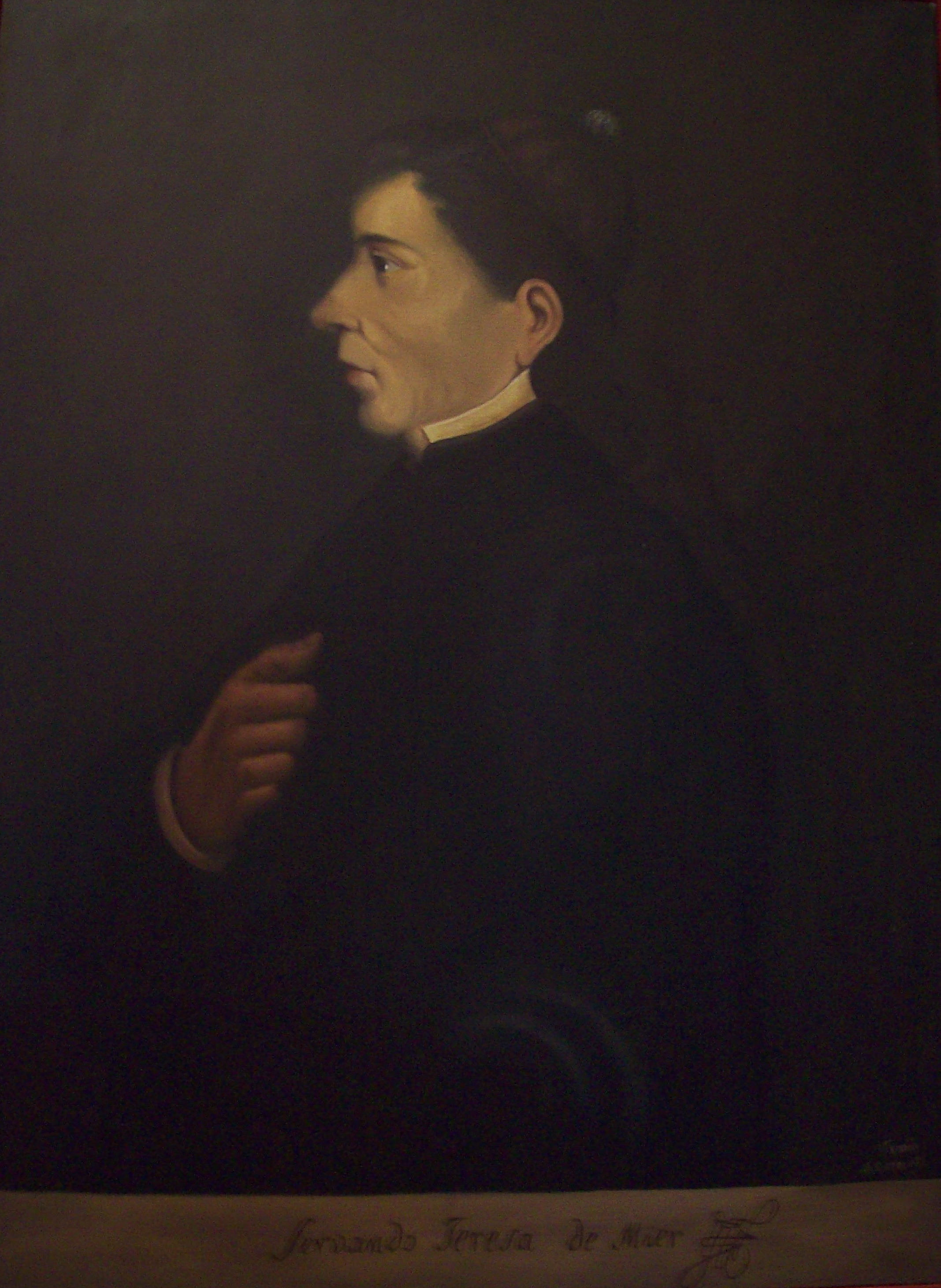
Călugărul Servando Teresa de Mier (1763-1827)

La începuturile sale, orașul se afla la o distanță mare de principalele centre coloniale spaniole, care se aflau în centrul și vestul viceregatului. Absența minelor de metale prețioase, fecunditatea săracă a solurilor și atacurile sporadice ale indienilor nomazi făceau din Monterrey un oraș de interes restrâns pentru coroană pentru că spre diferență de Guanajuato, Zacatecas sau San Luis Potosí, niciodată nu se construiau aici biserici sau palate impozante. De asemenea, se poate spune că Monterrey n-a fost un centru urban important până la sfârșitul secolului XIX și începutul secolului XX, când au apărut primele industrii, cum ar fi turnătoria și fabricile de bere, sticlă și ciment. Înainte de această epocă, Monterrey era depășit ca populație și importanță de orașe cum León sau Puebla.
În ciuda faptului că la începuturile sale a fost reședința Regatului Nou al Leónului (acum Statul Nuevo León), în cea mai mare parte a istoriei orașului,Monterrey a avut o mărime și o semnificație minară. În anul 1905 orașul număra doar 80.000 locuitori, apoi au fost fondate primele întreprinderi la sfârșitul secolului XIX, când Monterrey începea să se dezvolte economic și demografic. În septembrie 1846 orașul a fost atacat și invadat de armata americană care a rămas acolo până în 1848. Istoria precizează că în acea perioadă dificilă, locuitori orașului dădeau dovadă de curaj în timpul bătăliilor care au avut loc între 20 și 23 septembrie, dar din motive necunoscute, autoritățile locale n-au construit niciun monument în memoria apărătorilor orașului.
Ulterior, de la 3 aprilie până la 5 august 1864, orașul a avut rol de capitală a țării conform decretului președintelui de pe vremea aceea, Benito Juárez, care a fost urmărit de trupele imperiale ale lui Maximilian I și de armata franceză. În 1910 Antonio I Villareal, guvernatorul militar al statului a dat ordin ca templele din oraș să fir închise, inclusiv  cel de la San Francisco (cel mai vechi al orașului) și distrugerea arhivelor coloniale, deoarece acesta era împotriva Bisericii Catolice.
În secolul XX, industrializarea țării după mișcarea revoluționară a fost teatrul benefic pentru că acest „sat” denumit Monterrey începea să aibă creștere demografică, economică și urbană, fapt care l-a transformat în unul dintre centre industriale și financiare ale Mexicului, împreună cu Ciudad de México.
Deceniile 40, 50 și 60 ale secolului XX au fost de dezvoltare accelerată în toate sferele. Evenimentele care au marcat deceniul 80 au fost: crearea edificiului Macroplaza (1982), care a devenit centrul nou al orașului, închiderea Turnătoriei Monterrey (1986), întreprindere foarte importantă pentru oraș și calamitatea făcută de uraganul Gilbert (1988), care a asanat spre Monterrey 230 de litri de apă pe metru pătrat în 12 ore,fapt care a cauzat zeci de victime și multe pagube materiale.
Actualmente această metropolă a știut să răspundă noilor provocări care au apărut atât în contextul național cât și în cel internațional, sporind relevanța sa industrială, economică și educațională. Provocările sale principale sunt: echitatea socială, conservarea mediului (contaminarea se află la unul dinte cele mai înalte niveluri din țară), restricționarea traficului de droguri, creșterea urbană, construirea de autostrăzi și promovarea activității culturale.

## Zona metropolitană

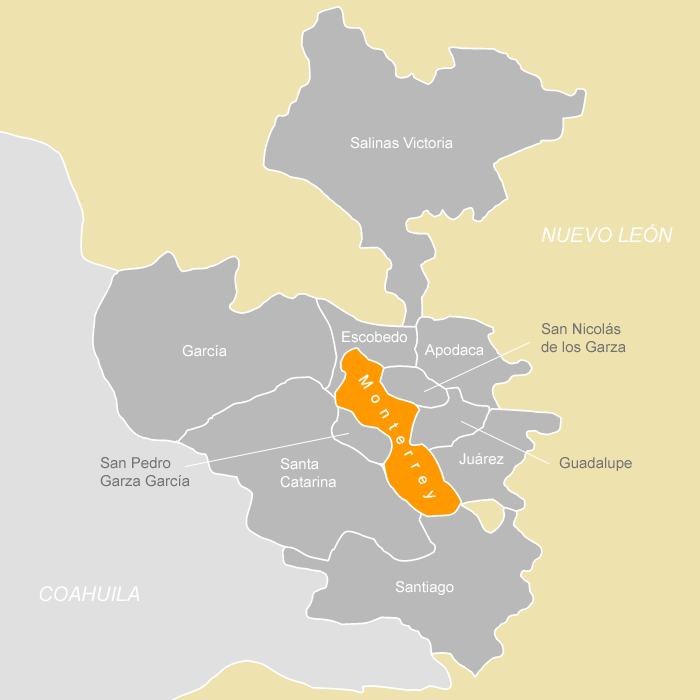
Zona metropolitană Monterrey: 1. Apodaca, 2. Escobedo, 3. García, 4. Guadalupe, 5. Juárez, 6. San Nicolás de los Garza, 7. San Pedro Garza García, 8. Santa Catarina. Monterrey în portocaliu.

Din cauza fenomenului conurbației, Monterrey și municipiile înconjurătoare au creat o zonă metropolitană extinsă (Área Metropolitana de Monterrey, AMM), care s-a transformat în cea de-a doua conurbație din țară după mărime, după Ciudad de México. Acest lucru nu înseamnă, însă, că municipiile fuzionează într-o singură entitate administrativă.
Municipii care fac parte din AMM
- Apodaca
- Juárez
- García
- General Escobedo
- Guadalupe
- Orașul Monterrey
- Santa Catarina
- San Nicolás de los Garza
- San Pedro Garza García

Regiunea periferică

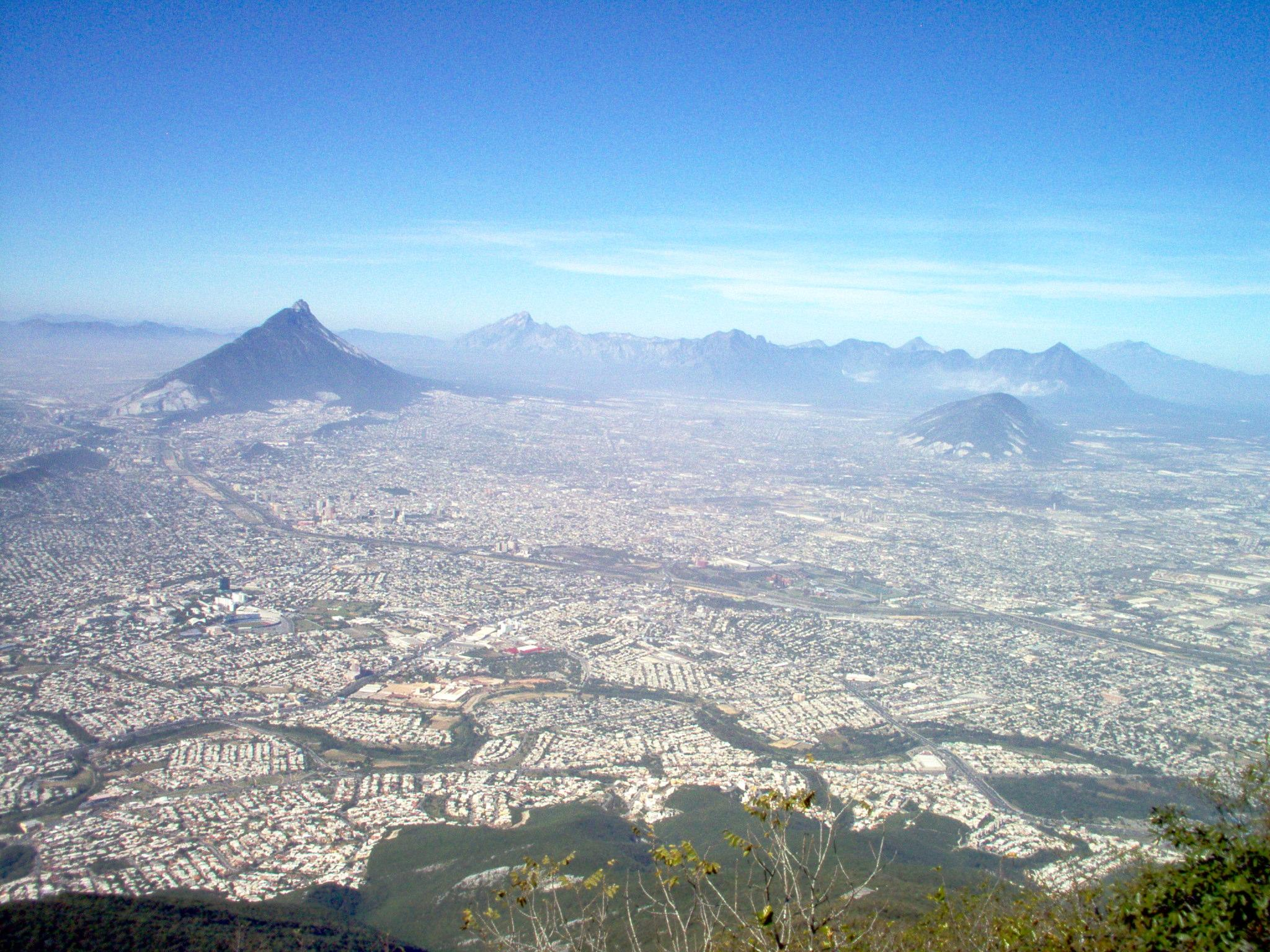
Vedere panoramică a zonei metropolitane Monterrey.

Aceasta regiune formează un inel care înconjoară zona metropolitană și care, din cauza creșterii  populației urbane din Monterrey, a avut o creștere de 25 hectare pe săptămână din anul 2000 până în 2006. Din anul  2000 până astăzi, mulțimea urbană a fost mărită cu 8 847 hectare, care reprezintă aproximativ întreaga suprafață a municipiului San Nicolás de los Garza.
Municipiile noi ale regiunii periferice, care sunt aproape de a se uni cu zona metropolitană Monterrey, sunt:
- Abasolo
- Cadereyta
- El Carmen
- Ciénega de Flores
- General Zuazua
- Marín
- Mina
- Pesquería
- Salinas Victoria
- Hidalgo
- Santiago

Instituții care operează în AMM
- Fomerrey – Promovarea Metropolitană Monterrey
- Metrorrey – Sistem de Metrou Monterrey
- SIMA – Sistemul Integral de Monitorizare a Mediului Înconjurător
- SINTRAM – Sistemul Integral al Transporturilor Metropolitane
- SADM – Servicii de Apa și Drenaj Monterrey

## Guvern

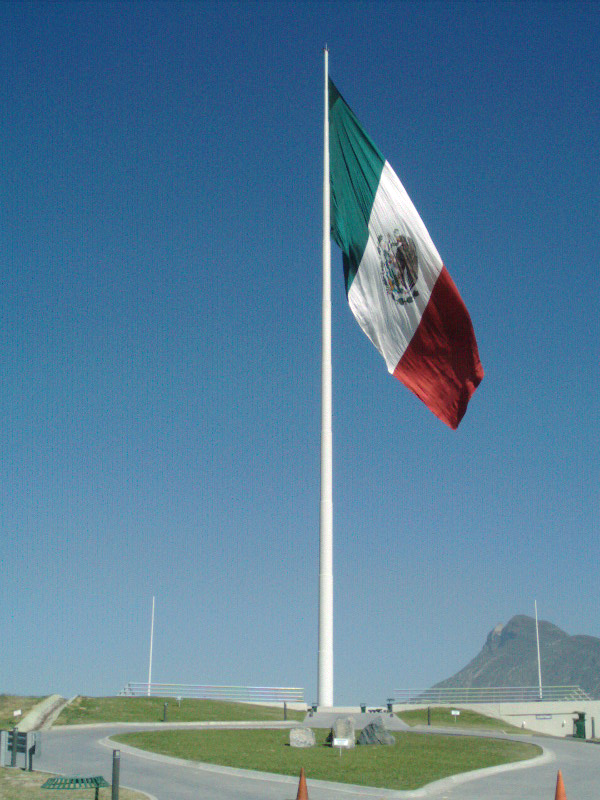
„El Obispado”-Monterrey

Monterrey este capitala statului Nuevo León. Aici se află Guvernul Statului și Primăria Municipiului Monterrey.
Monterrey este un oraș „matur” din punct de vedere politic, în care alternanța partidelor la guvernare se realizează liniștit, și unde cetățenii participă foarte mult la problemele politice.Primarul Monterrey-ului este Adalberto Madero Quiroga, de la Partidul Acțiunea Națională și va fi la putere până în octombrie 2009.

### Monterrey, capitala statului Nuevo León
Deoarece Monterrey este capitala statului Nuevo León, este sediul a 3 puteri statale: executivă, legislativă și judiciară. Guvernator este José Natividad González Parás.
Guvernul statului este compus din:	

#### Puterea Executivă
- Guvernatorul
- Administrația Centrală:

1. Ministerul General
2. Ministerul Securității Publice
3. Procuratura Generală
4. Ministerul de Finanțe și Trezoreria Generală a Statului
5. Ministerul Educației
6. Ministerul Sănătății
7. Ministerul Dezvoltării Economice
8. Ministerul Lucrărilor Publice

- Administrația Parastatală:

1. Tribunalul de Arbitraj
2. Consiliul Local de Conciliere și Arbitraj

#### Puterea Legislativă
- Înaltul Congres al Statului Nuevo León

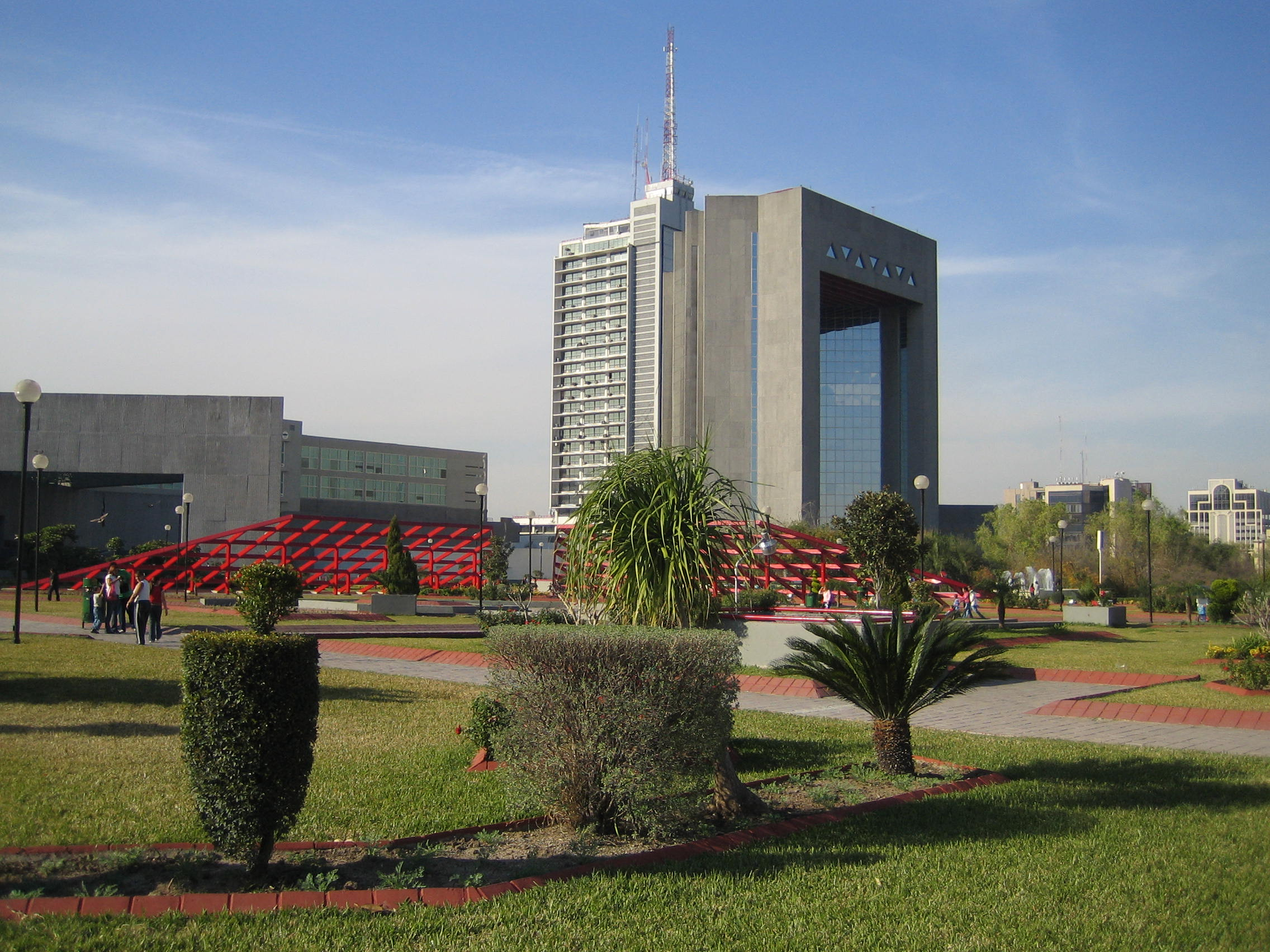
Tribunalul Nuevo León în Monterrey

#### Puterea Juridică
- Înaltul Tribunal Superior de Justiție

1. Consiliul Judiciar

#### Organisme Autonome
- Comisia de Acces la Informație Publică a Statului Nuevo León
- Comisia Statală a Drepturilor Omului (CEDH)
- Comisia Statală Electorală
- Tribunalul Electoral al Statului Nuevo León
- Universitatea Autonomă Nuevo León
- Consiliul pentru Cultură și Arte Nuevo León (CONARTE)

## Securitate
Monterrey este singura zonă metropolitană din Mexic care se află sub rata medie națională a infracționalității. Capitala statului Nuevo León și cele 10 municipii din conurbație au avut în anul 2004 o rată medie a infracționalității de 8.034 delicte la 100.000 de persoane; media națională a fost de 11.246 delicte la 100.000 locuitori.
În ultimii ani au crescut delictele asociate traficului de narcotice. Chiar și așa, Monterrey este considerat cel mai sigur oraș din America Latină după San Juan de Puerto Rico, conform unui studiu realizat de organizația “Mercer Human Resource” în martie 2005, în timp ce în țară este considerat a fi pe locul 2, după Districtul Federal.

## Economie

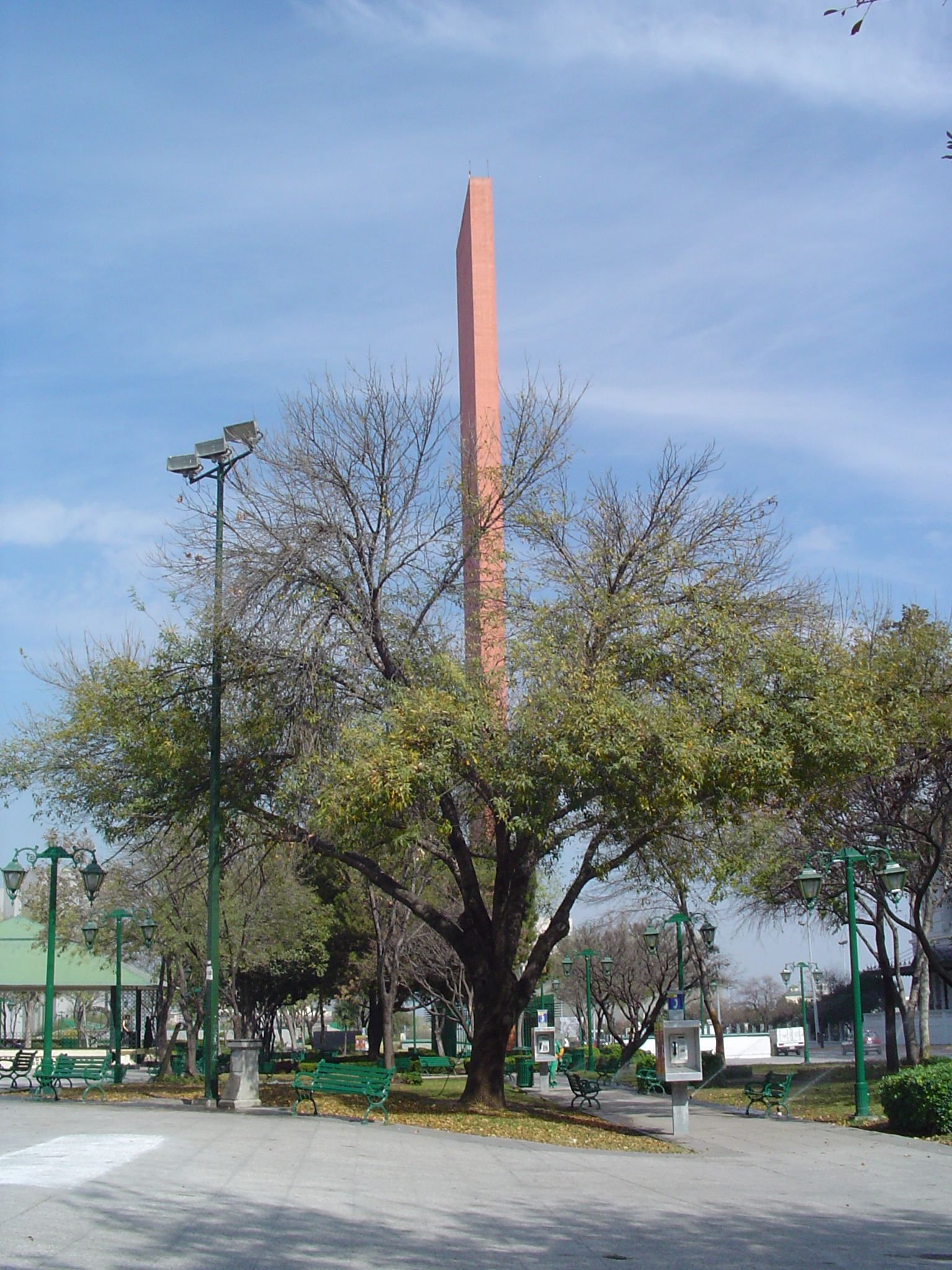
Faro del Comercio

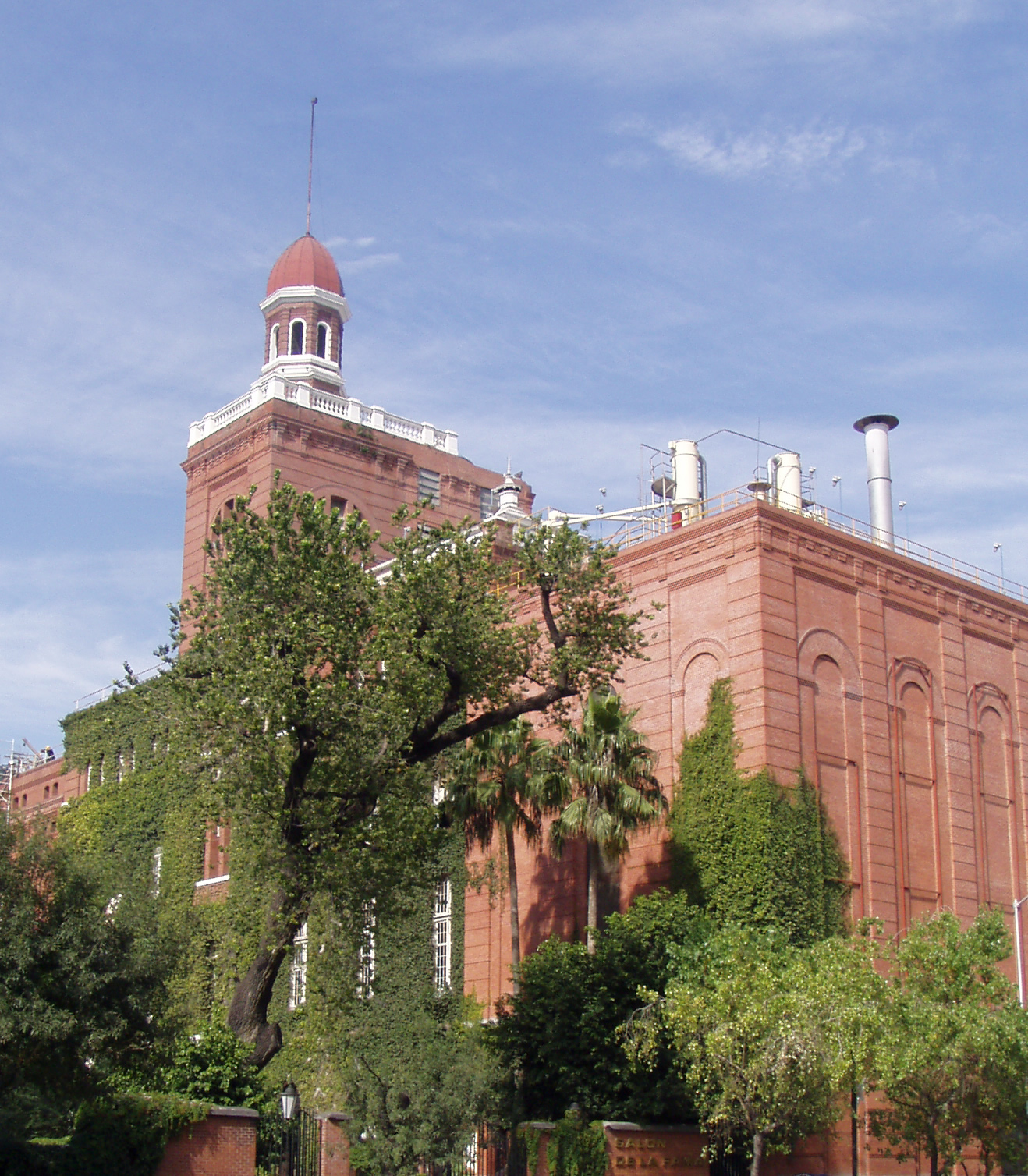
Fabrica de bere Cuauhtémoc-Moctezuma

Monterrey este sinonim cu succesul firmelor. În oraș își au sediile importante grupuri industriale și financiare, dintre care:FEMSA, CEMEX, Grupul Alfa, Vitro, Fabrica de bere Cuauhtémoc Moctezuma, Banorte, Maseca, Protexa, Hylsa, Embotelladoras Arca, Alestra, Axtel, Gamesa, Barrilitos, Del Valle, Grupo Alen, Fabrica de țigări la Moderna, Famsa, IMSA, Cydsa, Industrias Monterrey, Televisa Monterrey, Azteca Noreste și Grupo Multimedios, toate efectuând operațiuni la nivel internațional. De asemenea este sediul Grupului Reforma, o importantă corporație de medii de comunicație, prezentă în mai multe orașe ale țării. Împreună cu México D.F. acest oraș are cel mai mare PIB pe cap de locuitor din America Latină.
Monterrey a trecut de la o economie bazată pe manufactură la o economie bazată pe servicii. Orașul acordă o mare atenție dezvoltării sectorului biotehnologic și creșterii cooperării dintre instituțiile universitare și firme. Turismul este promovat cu ajutorul investițiilor asociate cu organizarea unor mari evenimente afaceristice, de la care se dorește surprinderea vizitatorilor cu o ofertă turistică mai variată.

## Transport
Infrastructura de transport comunică prin autostrăzi moderne cu frontiera cu SUA (autostrăzi la Nuevo Laredo și la Reynosa), cu Golful Mexic (șoseaua panamericană) și cu interiorul țării (drumuri Saltillo-Torreón-Mazatlán și Matehuala-San Luis Potosí-Ciudad de Mexico.Există și un serviciu de marfă pe calea ferată spre Tampico și interiorul țării.
Nuevo León are trei piste de aterizare calificate pentru primirea avioanelor mari – cea de la Aeroportul Internațional, cea din Nord și cea din Agualeguas (120 km nord de Monterrey). Din Aeroportul Internațional Monterrey pleacă curse directe spre orașele principale ale țării, cele mai imporante centre de transport ale Statelor Unite (Los Angeles, Chicago, Dallas, Houston, Atlanta, New York și Miami) și spre Madrid, capitala Spaniei.
Transportul urban este unul dintre mai notabile puncte slabe ale Monterrey-ului. În ciuda faptului că cea de-a doua mare zonă metropolitană a Mexicului, Monterrey are un sistem defectuos al transportului public – acesta este uzat, vechi, scump și de slabă calitate. S-au făcut eforturi importante pentru a-l îmbunătăți. Orașul are un sistem mic de metrou, cunoscut ca MetroRey. S-au restaurat câteva dintre unitățile mai vechi ale sistemului de transport public, numite "camioane" (camiones în limba spaniolă).

## Educație
Monterrey și aria sa metropolitană dețin Universitatea Autonomă Nuevo León (UANL), care este cea mai mare și mai recunoscută universitate publică din nordul Mexicului, având un campus principal , cunoscut ca Ciudad Universitaria (Orașul Universitar în spaniolă și patru campusuri auxiliare în tot statul Nuevo León.
În Monterrey se află sediile altor universități, cum ar fi Institutul Tehnologic și de Studii Superioare Monterrey , Universitatea Monterrey, Universitatea Tehnologică Mexicană, Universitatea Tec Milenio, Universitatea Mexicană de Nord-est (a încetat să funcționeze în 2005, Universitatea Alfonso Reyes , Universitatea Jose Vasconcelos Calderon, Centrul de Studii Universitare Monterrey, Universitatea de Nord și Universitatea Metropolitană Monterrey.
Astăzi, orașul Monterrey a dezvoltat cercetarea științifică mai mult ca niciodată, inaugurând Unitatea Centrului de Investigații și Studii Avansate Monterrey (CINVESTAV), aparținând Institutului Politehnic Național (IPN), care este considerat unul dintre cele mai importante centre de acest fel din Iberoamerica.
Biblioteca Centrală și Biblioteca Alfonsina, de la Universitatea Autonomă Nuevo León sunt principalele centre bibliografice din oraș.
| Categorie                                                                                              | Preeșcolară | Primară | Secundară | Bacalaureat | Tehnic |
| Școli                                                                                                  | 347         | 452     | 194       | 71          | 170    |
| Elevi                                                                                                  | 31 817      | 132 418 | 64 322    | 36 743      | 26 091 |
| Docenți                                                                                                | 1 244       | 5 000   | 4 237     | 2 670       | 1 718  |
| Sursă: Enciclopedia Municipiilor din Mexic: Monterrey Arhivat în 5 februarie 2004, la Wayback Machine. |             |         |           |             |        |

## Cultură și artă

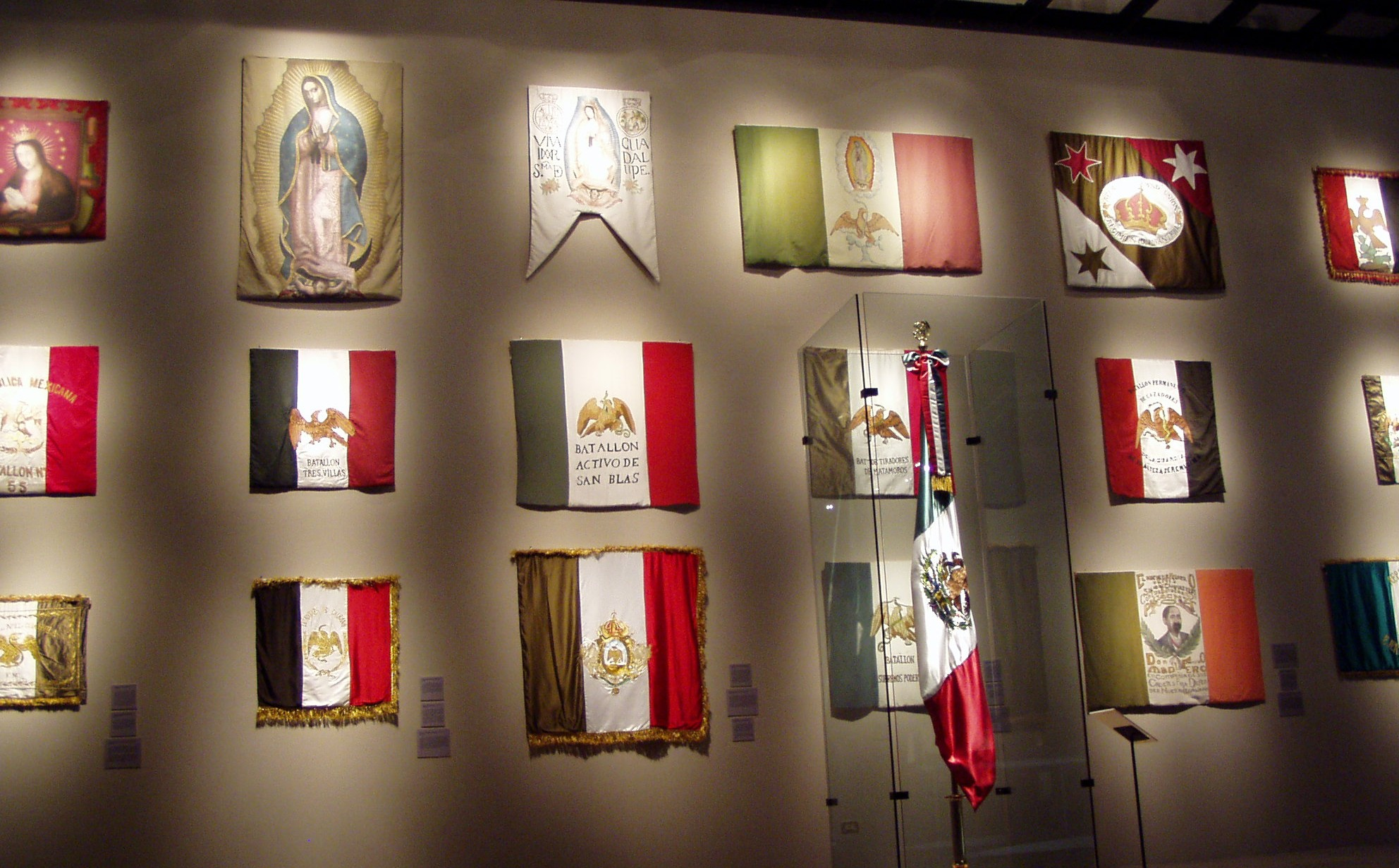
Expoziţia „Banderas de México” („Steaguri Mexicane”), Muzeul de Istorie Mexicană, Monterrey

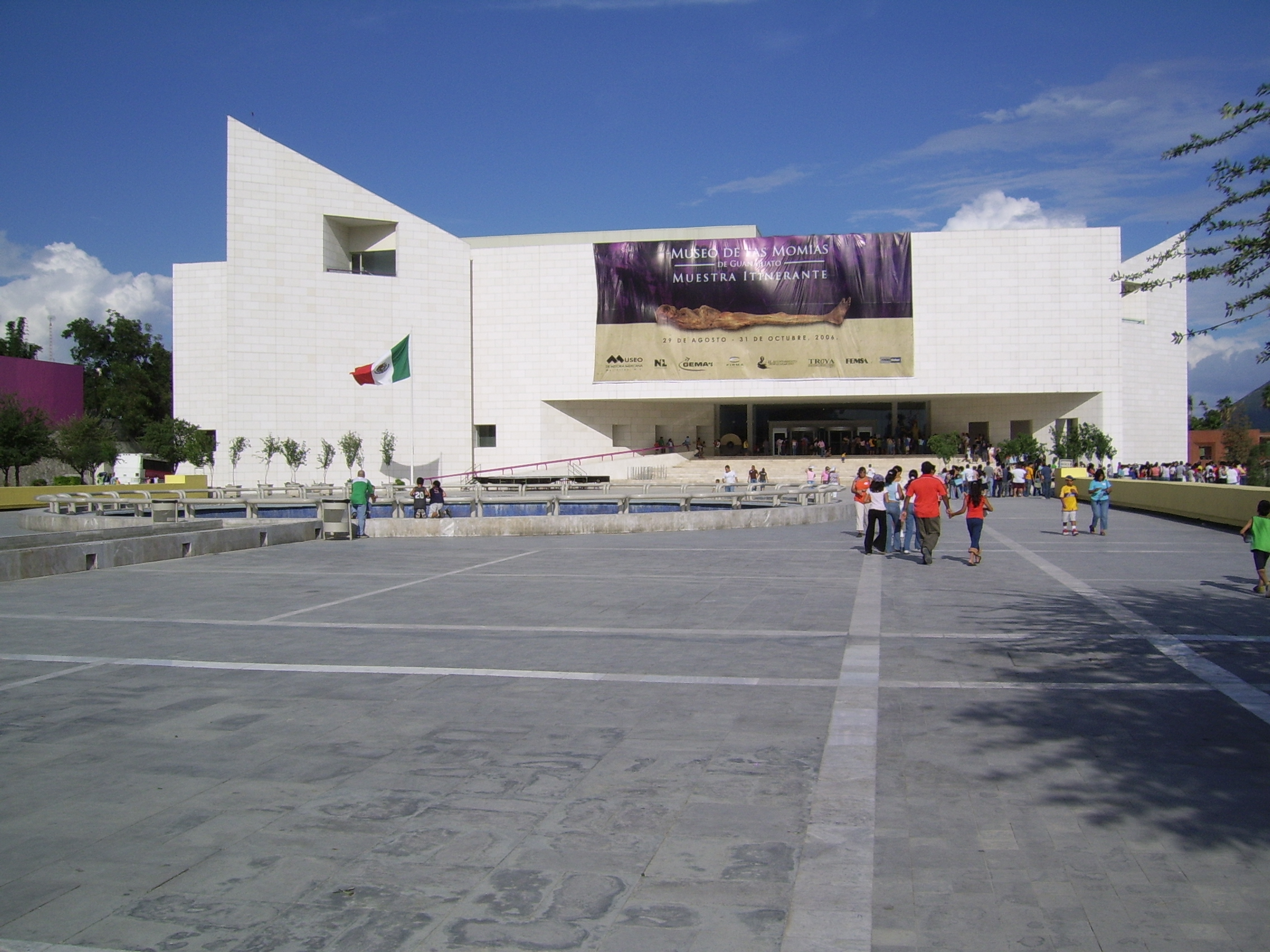
Museo de Historia Mexicana

Puternica imagine industrială și comercială a acestui oraș îi face pe mulți să ignore sau chiar să disprețuiască aportul acestuia la cultura mexicană. Alfonso Reyes, un scriitor foarte cunoscut, supranumit „Regiomontano Universal”, este originar din Monterrey și chiar a ajuns să fie membru al Academiei Mexicane de Lingvistică Arhivat în 7 decembrie 2006, la Wayback Machine..
Teatrul a apărut în Monterrey datorită Universității Autonome Nuevo León, care a pus la dispoziția tinerelor talente resursele sale, cum ar fi fostul Teatru Mayo. Totuși, în ultimul deceniu, numărul de opere locale, naționale și internaționale care sunt prezentate pe scenele orașului a crescut, mai ales pe Teatrul orășenesc, Teatrul Luis Elizondo și Sala San Pedro.
Marta Chapa, pictoriță născută în regiunea Monterrey, este cunoscută la nivel universal ca pictorița de mere deoarece a reușit să exprime o gamă întreagă de sentimente cu ajutorul merelor. De asemenea, ea este cunoscută ca scriitoare a 22 de cărți legate de gastronomie. Operele sale au străbătut lumea întreagă datorită celor peste 200 de expoziții personale și aproximativ două mii de expoziții colective.
În Monterrey se află importante muzee care doresc să creeze un spațiu în care artiștii locali, naționali și internaționali să-și poată manifesta expresivitatea și să-și expună lucrările, fără a se face diferența între artiștii consacrați și cei aparținând noii generații. Cele mai importante muzee din Monterrey sunt: Muzeul de Artă Contemporană Marco, Muzeul de Istorie Mexicană, Muzeul de Istorie Naturală, Muzeul Sticlei, Muzeul Regional Monterrey, Planetariul și Muzeul Alfa și Salonul Faimei Basseball-ului Mexican. De asemenea, Palatul Guvernului găzduiește și el un muzeu. În oraș se mai află și Casa de Cultură Nuevo León, Centrul Artistic și Galeria de Artă a Colegiului Civil.
În Monterrey există importante clădiri din secolul XIX și de la începutul secolului XX, cum ar fi Banca Comercială, Hotelul Ancira și Vechiul colegiul Sfânta Inimă, astăzi Școală superioară de muzică și dans. Aici se mai află și anumite exemple de arhitectură modernă.

## Bucătărie

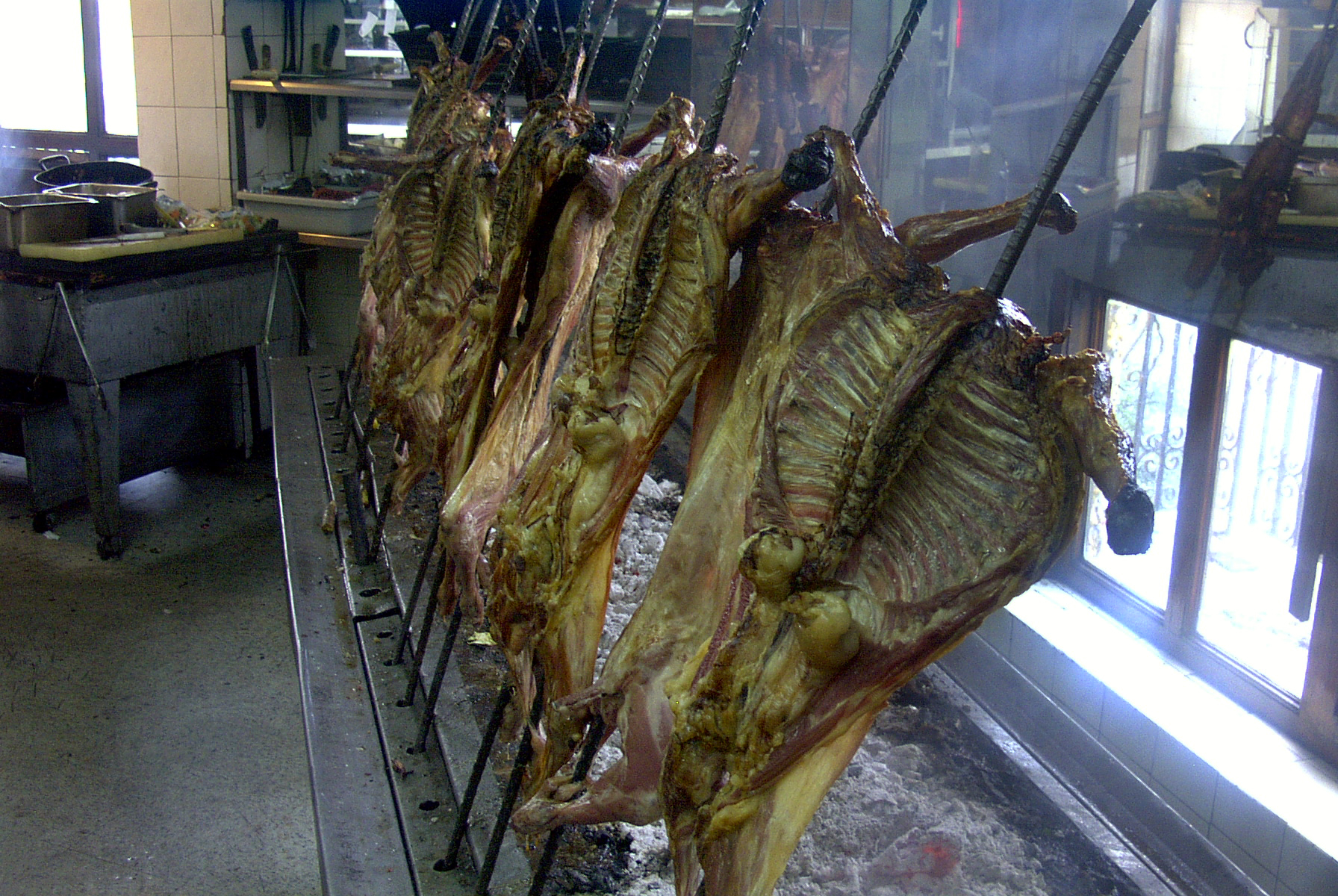
Cabrito al pastor, Monterrey

Gastronomia Monterrey-ului și a zonelor alăturate are o influență marcată de bucătăria evreiască sau sefardă tradițională, pentru că între fondatorii orașului se numărau și cripto-evrei, cum ar fi Luis Carvajal y de la Cueva și familia acestuia.
Bucătăria tipică a Monterrey-ului conține concasor cu ou, masă pregătită cu carnea seacă a taurului, ouăle și câteodată sos picant. Alta din mesele tradiționale ale Monterrey-ului este cabrito-ul, în special cabrito-ul à la păstor: capra sacrificată foarte tânără, travesată de o bară de metal și gătită la foc făcut cu cărbune sau lemne. Alte mâncăruri tipice în care se observă de asemenea un stil al bucătăriei evreiești sunt: „semita” (pâine fără drojdie), desertul bobârnacului, preparat din pâine, brânză, stafide, arahide și zahăr brun.
Prăjirea cărnii de taur la grătarul cu cărbune sau lemne – în principal din mezquite – în familie, acesta este unul dintre obiceiurile cele mai apreciate în Monterrey. Însoțită de bere de fabricație locală și băuturi carbogazoase, este parte a ritualului aproape obligatoriu de la sfârșitul sâptămănii. Monterrey are restaurante excelente care oferă preparate din bucătăria italiană, americană, chinezească, brazliană, japoneză, uruguayană și argentiniană.

## Sport
- Fotbal profesionist

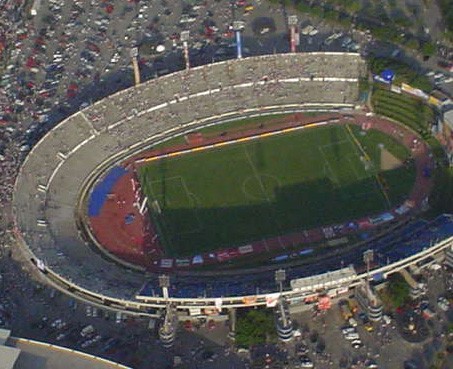
Stadionul Tehnologic, aparţinând echipei Rayados de Monterrey

Orașul are două echipe în Liga I mexicană, Los Rayados del Monterrey și Los Tigres, care joacă pe Stadionul Tehnologic,în sud-estul orașului respectiv pe Stadionul universitar,aflat în Nord. Ambele echipe au fost campioane ale Ligii I de câte două ori, iar în timpul meciurilor atmosfera este incendiară, cum nu este în niciun alt oraș mexican. Stadioanele sunt caracterizate de faptul că sunt de fiecare dată „pline-ochi”
. Este foarte obișnuit ca turistul să vadă pe stradă sau în centrele comerciale, persoane din diferite clase sociale, purtând mândre costumurile echipei favorite.
- Alte sporturi profesionale

Orașul are o echipă profesionistă în Liga Mexicană de Baseball, Los Sultanes de Monterrey, care joacă pe Stadionul Monterrey, considerat cel mai bun stadion de baseball din America Latină. În plus, echipele de juniori au fost campioni mondiali în anii 1957, 1958 și 1997, atunci când au participat la Campionatul Mondial ale Ligilor de juniori, la Williamsport, Penn.
Monterrey are de asemenea echipe în ligile profesioniste de baschet. Are unul dintre cele mai importante centre de lupte libere din țară. Monterrey este cunoscut și pentru generația sa de mari luptători de Pancration (un sport antic).
Considerate mai degrabă ca fiind o artă, decât un sport, coridele sunt foarte apreciate în Monterrey. Toreadori ca Lorenzo Garza, Eloy Cavazos și Manolo Martínez au făcut ca numele orașului să fie cunoscut peste granițe. Este primul (dacă nu singurul) oraș care are o „piață de tauri” acoperită complet (Plaza de Toros Monterrey „Lorenzo Garza”).
- Sportul ca stil de viață

În apropierea râului Santa Catarina se găsește una dintre cele mai mari instalații sportive publice din lume. Persoanele cu studii mai înalte practică ciclismul montan și jogging-ul. Există și câteva academii de arte marțiale, înot, tenis, gimnastică și patinaj artistic.

## Evenimente importante
În ultimii ani, Monterrey a fost gazda unor importante evenimente politice și sportive la nivel internațional. În anul 1986 a fost una dintre gazdele Cupei Mondiale FIFA care a avut loc în Mexic. În anul 1990 a fost loc de desfășurare a Jocurilor Centroamericane. În anul 2002, aici s-a desfășurat Cupa Mondială de Ciclism. Tot aici s-au desfășurat, între 2001 și 2005 importante concursuri de carting. În 2004 a găzduit Conferința Americană Extraordinară. În anul 2007 se va organiza aici al doilea Forum Universal al Culturilor.
Vocația orașului de a fi loc de desfășurare a diverse evenimente importante este consolidată de o ofertă hotelieră foarte bună, creată atât de firme internaționale, cât și de hoteluri locale. În plus, Monterrey deține importante centre pentru convenții și expoziții, cum ar fi CINTERMEX și CONVEX.

## Obiective turistice

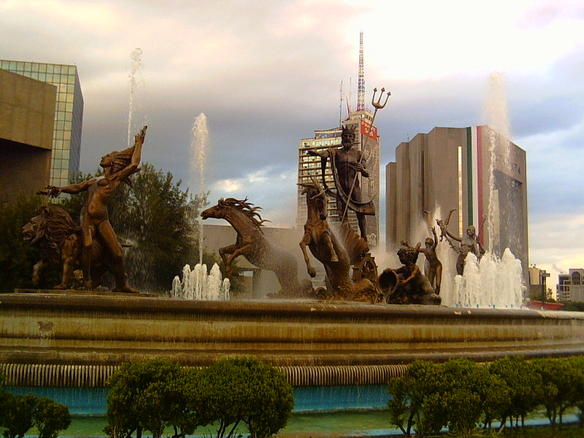
Fântână lui Neptun la Macroplaza

Datorită vocației industriale și comerciale, Monterrey începe să dezvolte o vocație turistică legată de atracții naturale, parcuri de distracții și muzee. Principalele atracții turistice sunt:
- Muzeul Regional al Istoriei în Palatul Obispado, cunoscut și ca Muzeul Obispado. Se află în fosta reședință a episcopului Fray Rafael José Verger, în partea lui Loma de Chepevera, cunoscută și ca „Dealul Obispado”, unde a avut loc o luptă importană între Mexic și Statele Unite în timpul războiului mexicano-american. În vâf s-a dezvoltat centrul civic cu drapelul monumental și punctul din care se pot observa panorame de neuitat ale orașului și muntelui înconjurător. De asemenea, în acel loc se află Mirador del Obispado unde s-a pus cel mai mare drapel monumental al Mexicului.

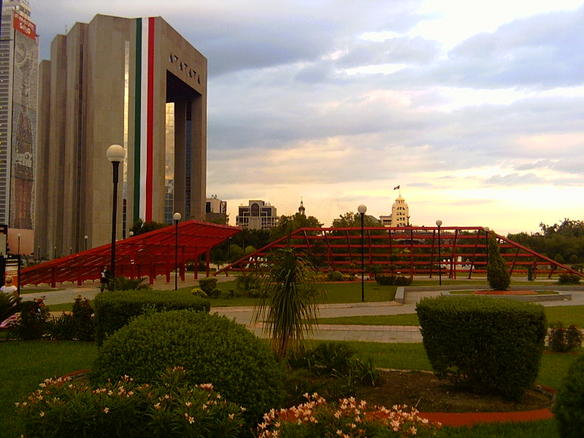
Macroplaza

- Muzeul Metropolitan Monterrey la Palatul Municipal Vechi. Antecendenți ai acestei clădiri s-a ridicat în zbor la naștere a Monterrey-ului, când primul consiliu orășenesc a fost format de Diego de Montemayor în 1612.
- Muzeul Artei Contemporane, un exemplu excelent al arhitecturii mexicane post-moderne care găzduiește mereu expoziții de nivel înalt.
- Muzeul Istoriei Mexicane și complexul urban și recreativ Paseo de Santa Lucía al cui axă este canalul artificial navig
- Planetariul ALFA, fostul Centru Cultural Alfa, unul dintre primele muzee de știință interactive din Mexic. Planetariul este înconjurat de grădini.
- Macroplaza. Una dintre cele mai mari piețe din lume, constituie un centrul administrativ și muzeistic al orașului. Aici se află principalele clădiri guvernamentale, muzee, Teatrul Orășenesc și Biblioteca Centrală.
- Salón de la Fama del Béisbol
- La Alameda

Monterrey se bucură de o viguroasă viață de noapte, cu un mare număr de discoteci și baruri.
În zona metropolitană Monterrey se află numeroase centre comerciale cu o infrastuctură bună. Este locul de cumpărături preferat de locuitorii regiunii de nord-est a țării. Cele mai importnate centre comerciale sunt: „Galerías Monterrey”, „Plaza Fiesta San Agustín”, „Galerías Valle Oriente” și recent „Paseo San Pedro”.
Copii se bucură de diverse opțiuni de distracție, incluzând parcuri tematice, cum ar fi parcul acvatic Plaza Sésamo, parcul urban „Mundo de Adeveras” și „Kidzania”, grădina zoologică „La Pastora”, precum și Bioparcul Estrella.

## Împrejurimi
- Spre nord-vest

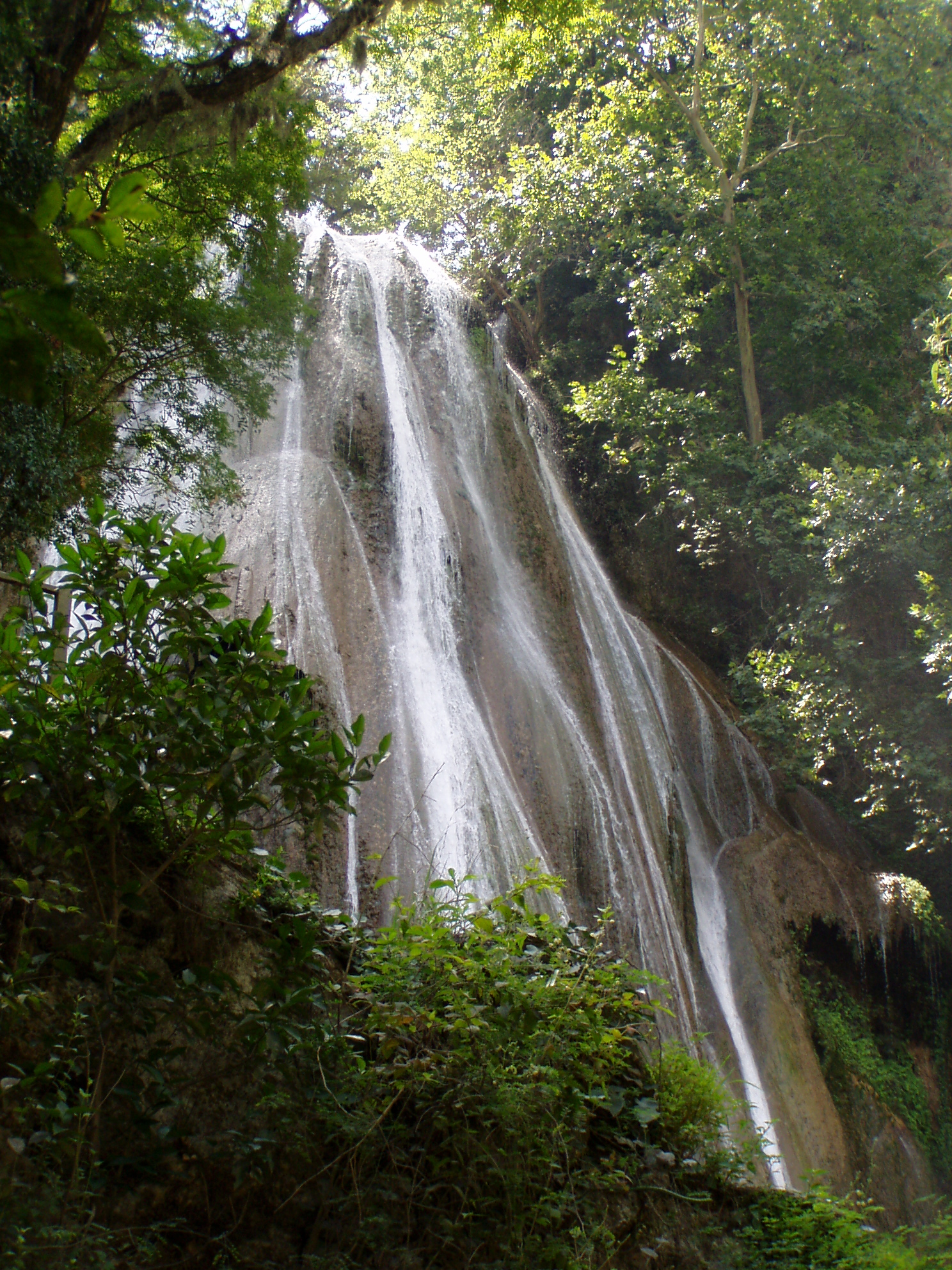
Cascada Cola de Caballo

Mina este un sat plin de sobrietate și misticism. Acolo se află un muzeu mic dar interesant al paleontologiei.
- Spre sud

La sud de oraș, locul de plimbare pe excelență este Parcul Chipinque, localizat în afara Parcului Național Cumbres de Monterrey, dinspre Sierra Madre. Locul este ideal pentru ciclism pe munți, jogging și observarea păsărilor și speciilor de arbori tipici ecosistemelor montane. Parcul este amenințat de incendiile forestiere și de presiunea demografică exercitată de municipiul învecinat, San Pedro Garza García.
Iarna turiștii se pot delecta cu spectacolul ninsorilor ocazionale.
- Spre vest

Mai la vest, Sierra Madre oferă impresionabile formațiile stâncoase din La Huasteca. „Las Grutas de García” sunt galerii care ascund forme fascinate și constituie o comoară națională autentică, comparabilă numai, poate, cu cele din Cacahuamilpa.
- Spre sud-est

În municipiul învecinat, Santiago, la doar 30-40 minute de Monterrey, se concentrează câteva dintre cele mai importante obiective pentru vizitatori.
O altă atracție este Villa de Santiago, sat pitoresc cu o climă subtropicală și considerat ca fiind unul dintre satele cele mai plăcute în Mexic. Lângă Villa de Santiago se află „La Presa de la Boca”, locul cel mai visitat de locuitori din Monterrey și de turiștii care caută ceva diferit pentru un sfârșit de săptămână. Acolo se pot plimba cu vaporul, sau cu catamaranul. În apropiere se află „Los Cavazos”, o localitate unde se găsesc magazine mici, unde se poate gusta bucătăria tipică, și cumpăra suveniruri,  și mobilă rustică realizată cu măiestrie.
În același municipiu se află „Cola de Caballo”, o cascadă frumoasă care provine din infiltrări ale apei în roca din Sierra Madre. Cei care iubesc sporturile extreme, Matacanes oferă posibilitatea de a practica alpinism, plimbări montane și efectuare a săriturilor de la o înălțime de aproximativ 14 m.
În apropiere de Santiago, în municipiul Montemorelos, există din anul 1996 Bioparcul Estrella, o  grădină zoologică asemănătoare unui safari, unde se pot observa din apropiere, specii originale dintre cele mai mari mamifere, cum ar fi, girafe, elefanți, zebre și impale – antilope sud-africane. Obiectivele Bioparcului Estrella sunt iubirea și cunoașterea pentru florei și faunei . Are o suprafață de 300 hectare, înconjurată pe munții și impresionante peisaje naturale la marginea Sierrei Madre Oriental.

## Orașe înfrățite
- Corpus Christi, Statele Unite
- Dallas, Statele Unite
- Hamilton, Canada
- Iași, România
- Orlando, Statele Unite
- Rosario, Argentina
- San Antonio, Statele Unite
- Shenyang, China